# Kattarp
Kattarp er et byområde med cirka 700 indbyggere i Helsingborg Kommune, Skåne Län, Sverige. Byen ligger i det vestlige Skåne mellem Helsingborg og Ängelholm.